# 广兴街道
广兴街道，是中华人民共和国吉林省长春市绿园区下辖的一个乡镇级行政单位。2023年3月17日设立。管辖范围北至景阳大路，南至杨柳大街，支农大街，创业大街一线，西至飞跃路，东至春城大街。

## 行政区划
广兴街道下辖以下地区：
下辖新立、杨柳、文光和越野4个社区。